# Горбунов, Геннадий Иванович
Геннадий Иванович Горбунов (род. 20 января 1955, Москва) — советский футболист, вратарь.

## Биография
Воспитанник московской Футбольной школы молодёжи, которую закончил в 1972 году. С 1972 по 1973 московском «Торпедо», но играл только за дубль, за основной состав не выступал. Начало сезона 1974 (по апрель) провёл в витебской «Двине», принадлежащей к ДСО работников промышленности «Красное Знамя». С июля 1974 по июль 1976 снова в «Торпедо». В весеннем чемпионате 1976 провёл 3 игры за основной состав торпедовцев, заменив неудачно начавшего сезон Елизарова, причём с «Араратом» отстоял на ноль, а в матче с московским «Динамо» в ворота Горбунова первый свой гол на высшем уровне забил Валерий Газзаев.
В 1977—1978 выступал за рязанский «Спартак». В 1978 был призван в армию. Проходил службу, играя за армейскую «Искру» из Смоленска. Конкурентом за место в воротах был чемпион мира среди молодёжи 1977 Александр Новиков. Как вспоминает тогдашний тренер «Искры» Лев Васильевич Платонов: 

Приятно вспоминать о стражах ворот, которые тогда играли в Смоленске. Например, первым номером был Геннадий Горбунов, которого призвали на службу из Рязани. Геннадий в ту пору являлся лучшим вратарем Российской Федерации, вызывался в сборную <...> передо мной стояла сложная дилемма, кому доверить защиту ворот. Казалось бы, Геннадию Горбунову, который был опытнее, в данный момент объективно сильнее Саши. Но я понимал, что Гена скоро уйдет, а Саша останется здесь на долгие годы. В конечном итоге я чередовал вратарей, не лишая талантливого голкипера игровой практики. Как показало время, это было верное решение.

Сезон 1979 начал в ЦСКА, но в воротах команды провёл лишь один матч в марте на Кубок СССР с нальчикским «Спартаком», который отстоял «всухую», после чего той же весной вернулся в «Искру», где играл до 1981 года. 
В 1981 году «Советский спорт» сообщил о переходе Горбунова в московский «Спартак», но это оказалось ошибкой, газета перепутала его с Игорем Логуновым. Горбунов же отправился весной 1981 в вылетевший из высшей лиги московский «Локомотив», где в составе уже были сильные вратари Николай Леонов и Сергей Бабурин. Но основным стал именно Горбунов, так как его пригласил новый тренер Александр Севидов.  Горбунов отстоял этот сезон прекрасно, но вернуться в высшую лигу «Локомотиву» не удалось, команда заняла 3-е место в первой лиге. В сезоне 1982 Горбунов утерял место в воротах «Локомотива» в пользу Бабурина. Это оказался последний сезон Горбунова в команде мастеров, в дальнейшем до 1987 года он играл за любительские команды Москвы.
В сентябре 2002 вместе с другими ветеранами (например, Виктором Кругловым и Сергеем Петренко) участвовал в матче выпускников ФШМ 1972 года против команды интернет-болельщиков «Торпедо». Матч прошёл на БСА Лужники и был посвящён 30-летию выпуска.